# Rafaelia sissyra
Rafaelia sissyra är en tvåvingeart som först beskrevs av Carroll William Dodge 1967.  Rafaelia sissyra ingår i släktet Rafaelia och familjen köttflugor.
Artens utbredningsområde är Kalifornien. Inga underarter finns listade i Catalogue of Life.